# Trypanidiellus decoratus
Trypanidiellus decoratus är en skalbaggsart som beskrevs av Monné och Delfino 1980. Trypanidiellus decoratus ingår i släktet Trypanidiellus och familjen långhorningar. Inga underarter finns listade i Catalogue of Life.